# Turn-Europameisterschaften 1957 (Frauen)
Die ersten Turn-Europameisterschaften der Frauen fanden 1957 in Bukarest statt. Insgesamt nahmen zehn Nationen an den Wettkämpfen teil. Dominierende Athletin war Larissa Latynina aus der Sowjetunion, die alle Disziplinen gewinnen konnte.

## Teilnehmer
| - Bulgarien - BR Deutschland - Finnland - Frankreich | - Italien - Polen - Rumänien | - Tschechoslowakei - Sowjetunion - Ungarn |

## Ergebnisse

### Mehrkampf
|      |                  |        |
| Rang | Athletin         | Punkte |
| 1    | Larissa Latynina | 38.465 |
| 2    | Elena Teodorescu | 37.798 |
| 3    | Sonia Iovan      | 37.599 |

### Gerätefinals
| Rang | Athletin         | Punkte |
| ---- | ---------------- | ------ |
| 1    | Larissa Latynina | 19.299 |
| 2    | Tamara Manina    | 18.933 |
| 3    | Sonia Iovan      | 18.733 |

| Rang | Athletin         | Punkte |
| ---- | ---------------- | ------ |
| 1    | Larissa Latynina | 19.466 |
| 2    | Elena Teodorescu | 19.232 |
| 3    | Eva Bosáková     | 19.066 |

| Rang | Athletin         | Punkte |
| ---- | ---------------- | ------ |
| 1    | Larissa Latynina | 19.000 |
| 2    | Sonia Iovan      | 18.999 |
| 3    | Tamara Manina    | 18.733 |

| Rang | Athletin         | Punkte |
| ---- | ---------------- | ------ |
| 1    | Larissa Latynina | 19.332 |
| 2    | Elena Teodorescu | 19.266 |
| 3    | Eva Bosáková     | 19.199 |

## Medaillenspiegel
|      |                  |   |   |   |       |
| Rang | Land             |   |   |   | total |
| 1    | Sowjetunion      | 5 | 1 | 1 | 7     |
| 2    | Rumänien         | - | 4 | 2 | 6     |
| 3    | Tschechoslowakei | - | - | 2 | 2     |